# Nordwestdeutscher Schützenbund
Der Nordwestdeutsche Schützenbund e.V. (NWDSB) ist eine Dachorganisation der Sportschützen in Nordwestdeutschland.
Der Verband ist einer der zwei Verbände in Niedersachsen und unmittelbares Mitglied des Deutschen Schützenbunds; er erfasst auch die Schützen der Freien Hansestadt Bremen. Der Verband hat etwa 110.000 Mitglieder aus rund 800 verschiedenen Schützenvereinen (Statistik des Deutschen Schützenbundes vom 31. Dezember 2023).
Der NWDSB wurde am 14. Januar 1951 gegründet. Sitz war zunächst Bremen. Seit 1965 ist es jedoch Bassum, wo sich sowohl die Geschäftsstelle als auch das Landesleistungszentrum des Verbandes befinden. Jährlich findet der Nordwestdeutsche Schützentag statt, ein Delegiertentag, der das oberste Organ des Verbandes darstellt. Hier wird auch das elfköpfige Präsidium gewählt, das den Verband leitet.
Sportlich geleitet wird der Verband von Volker Kächele, langjähriger Sport Manager, Trainer und internationaler Kampfrichter.
Der Bogensport wird geleitet von Bogensportleiter Sascha Allhorn, langjähriger Kampfrichter Bogen.

## Bezirke
- Bremer Schützenbund e. V.
- Bezirksschützenverband Bremerhaven-Wesermünde e. V.
- Bezirksschützenverband Grafschaft Diepholz e. V.
- Bezirksschützenverband Elbe-Weser-Mündung e. V.
- Bezirksschützenverband Grafschaft Hoya e. V.
- Bezirksschützenverband Lüneburg  e. V.
- Oldenburger Schützenbund e. V.
- Schützenbund Osnabrück-Emsland-Grafschaft Bentheim e. V.
- Bezirksschützenverband Osterholz e. V.
- Ostfriesischer Schützenbund e. V.
- Bezirksschützenverband Stade e. V.

## Quelle
- Offizielle Webpräsenz